# Tours Mercuriales
Tours Mercuriales je dvojice kancelářských mrakodrapů v obci Bagnoletu v departementu Seine-Saint-Denis.
Dvě věže postavené v roce 1975 společností SAEP a společností Eiffage Holding se nacházejí na okraji pařížského okruhu poblíž Porte de Bagnolet v čtyřúhelníku vymezeném ulicemi Jean-Jaurès, Adélaïde-Lahaye, Sadi-Carnot a avenue Gambetta je obklopen. Každá má vlastní jméno – Tour Levant (na východě) a Tour Ponant (na západě).
Tyto věže byly součástí významného projektu obchodní čtvrti na východ od Paříže, jehož cílem bylo vyrovnat čtvrť La Défense ležící na zípadě.
Architektura věží je inspirována architekturou dvojčat ve World Trade Center v New Yorku.